# Фонарёва, Елена Анатольевна
Елена Анатольевна Фонарёва (род. 30 ноября 1941, Калининская область) — советский и российский общественный деятель, руководитель «Московского детского фонда» с момента его основания в 1988 году.

## Биография
В 1964 году окончила филологический факультет МГУ им. М. Ломоносова. Профессиональная деятельность Е. А. Фонарёвой началась сразу же по окончании университета и всегда была связана с детьми, их обучением, воспитанием и защитой. Преподавала русский язык и литературу в школах Алтая, г. Клина Московской области, в ряде московских школ, в школе при посольстве СССР в Югославии, являлась инспектором по опеке и патронированию Отдела народного образования, работала в исполкоме Железнодорожного райсовета г. Москвы. В 1988 году на учредительной конференции представителей трудовых коллективов столицы Е. А. Фонарёва была избрана и с тех пор являлась бессменным Председателем правления региональной общественной благотворительной организации «Московский детский фонд».

### Руководство «Московским детским фондом»
На посту руководителя фонда Е. А. Фонарёвой удалось не только фактически разработать основы современной отечественной благотворительности, но и в течение почти трёх десятилетий эффективно реализовывать многочисленные благотворительные и творческие программы.
В 1990 году Е. А. Фонарёвой был создан первый в стране Центр социальной адаптации и реабилитации детей с проблемами в развитии, призванный оказывать всем нуждающимся безвозмездную медицинскую, педагогическую, психологическую и иную коррекционную помощь. За 7 лет работы Центра прошли реабилитацию более 4500 детей. В дальнейшем данная модель нашла воплощение в системе образования не только Москвы, но и многих регионов России.
По инициативе Е. А. Фонарёвой юридической службой фонда совместно с Прокуратурой РФ были внесены изменения в Закон о приватизации жилищного фонда, которые защитили права детей. Через суды при личном участии Е. А. Фонарёвой было возвращено детям более 150 незаконно проданных квартир.
Созданные Еленой Анатольевной структурные подразделения фонда: социальная и юридическая службы, экспериментальная исследовательская лаборатория «Искусство для детей и детское творчество», Музей детского кино и экранного творчества детей, на базе которого проводились интерактивные экскурсии для юных москвичей и др. — сделали Московский детский фонд многопрофильным комплексным объединением, осуществлявшим работу по множеству направлений, связанных с решением наиболее острых социальных проблем детства, с духовным и творческим воспитанием подрастающего поколения. По инициативе фонда с 1998 года в столице регулярно проходили Дни детского кино, учрежденные Правительством Москвы как ежегодный праздник..
При непосредственном участии Е. А. Фонарёвой из руин было восстановлено уникальное историческое здание, в котором располагался Московский детский фонд — Дом Коншиных, реконструкция которого в начале XX века была проведена архитектором Ф. О. Шехтелем. Как руководитель работ по восстановлению архитектурного памятника XIX века Е. А. Фонарёва награждена грамотой Правительства Москвы «Лауреат конкурса на лучшую реконструкцию, реставрацию и строительство зданий в историческом центре Москвы „Реставрация −99“».
В 1990 году в чрезвычайно сложное для отечественного кинематографа время в структуре Фонда Е. А. Фонарёвой была организована профессиональная киностудия «Анимафильм», ориентированная на создание социально значимой художественной экранной продукции. Киностудия располагала производственно-технической базой, позволяющей снимать мультипликационные фильмы рисованной, кукольной, комбинированной технологий разной степени сложности. Как естественное звено профессиональной киностудии с 1995 года действовала уникальная Детская анимационная студия.
С 1996 года Елена Анатольевна выступала не только как фактически художественный руководитель киностудии, но и как продюсер анимационных фильмов для детей и юношества. Фильмы, в создании которых принимала участие Е. А. Фонарёва («Лягушка-путешественница» (реж. В. Караваев), «Ночь перед Рождеством» (реж. Е. Михайлова), «Как тигренок искал полоски» (реж. О. Кузнецов, И. Ракитина), «Большой полёт» (реж. Ю. Исайкин), «Паповоз» (реж. Г. Мелько), «Гамбит» (реж. Я. Сморгонский), «На огненном коне…» (реж. Э.Беляев) и другие), удостоены отечественных и международных наград, в числе которых номинации на премию «Ника» за лучший анимационный фильм, премию Национальной Академии Кинематографических Искусств и Наук России «Золотой Орёл» как «Лучший анимационный фильм», призы Международного Кинофорума «Золотой Витязь» и другие.
Е. А. Фонарёва — инициатор проведения и бессменный руководитель оргкомитета Международного фестиваля экранного творчества детей «Московские каникулы», ставшего за годы своего существования (с 1997 по 2008 год) школой творческого развития и мастерства для множества юных авторов экранных работ и детских самодеятельных киностудий.

## Награды
Заслуги Е. А. Фонарёвой отмечались грамотами министерств и правительства Москвы, правительства РФ, наградами Русской Православной Церкви.
Елена Анатольевна Фонарёва награждена Медалью святого Благоверного Князя Даниила Московского и Орденом святой равноапостольной княгини Ольги.
В 2009 году Е. А. Фонарёва стала лауреатом Премии Правительства Российской Федерации в области культуры.